# وازگناشن
وازگناشن (به ارمنی: Վազգենաշեն) یک منطقهٔ مسکونی در جمهوری آرتساخ است که در استان مارتونی واقع شده‌است.